# Polygala schoenlankii
Polygala schoenlankii är en jungfrulinsväxtart som beskrevs av Karl August Otto Hoffmann, Amp; Hildebr. och Karl August Otto Hoffmann. Polygala schoenlankii ingår i släktet jungfrulinssläktet, och familjen jungfrulinsväxter.

## Underarter
Arten delas in i följande underarter:
- P. s. madagascariensis
- P. s. simplicicrista